# Jezioro Dąbrowskie
Jezioro Dąbrowskie (kaszb. Dąbrowsczé Jezoro) – jezioro rynnowe położone na Pojezierzu Kaszubskim (powiat kartuski, województwo pomorskie). Jezioro Dąbrowskie znajduje się w atrakcyjnej części obszaru Kaszubskiego Parku Krajobrazowego zwanego Szwajcarią Kaszubską. Wzdłuż południowej linii brzegowej jeziora przebiega linia kolejowa Kościerzyna – Gdynia. Jezioro Dąbrowskie łączy się poprzez wąski przesmyk z jeziorem Lubowisko i stanowi część szlaku wodnego "Kółko Raduńskie". Połączenie z jeziorem Potulskim prowadzi wąską strugą przez wieś Gołubie. Prowadzi tędy również turystyczny  Szlak Kaszubski.
Ogólna powierzchnia: 64,3 ha, długość: 2,4 km, szerokość: 0,5 km, maksymalna głębokość: 15,2 m.